# Buritizal
Buritizal este un oraș în São Paulo (SP), Brazilia.